# Panfilo Ballanti
Panfilo Ballanti (Ascoli Piceno, 1818 – 26 febbraio 1884) è stato un avvocato e politico italiano.

## Biografia
Laureato in giurisprudenza a Roma nel 1843 esercita la professione forense nello studio legale romano Morando. Nel 1847 vince un concorso per uditore alla Consulta di stato. Liberale moderato, nel 1848 prende parte alla Repubblica romana e viene eletto a Camerino membro della sua assemblea costituente. Restaurato il potere di Pio IX prende la via dell'esilio in Francia, dove rimane fino al 1859 alle dipendenze dell'avvocato Maes di Parigi. Tornato in Italia viene nominato a Torino membro del consiglio per il rimpatrio degli impiegati e candidato al primo parlamento sardo dalla maggioranza dei residenti di Ascoli Piceno.